# Ali Gençay
Ali Gençay (* 2. Februar 1905 in Istanbul; † 28. März 1957 ebenda) war ein türkischer Fußballspieler. Durch seine Tätigkeit für Galatasaray Istanbul und als dessen Eigengewächs wird er mit diesem Verein assoziiert. So gehörte er kurzzeitig jener Galatasaray-Mannschaft an, die in den 1920er Jahren den türkischen Fußball dominierte und fünf von acht möglichen Istanbuler Meisterschaften holte.

## Spielerkarriere

### Verein
Gençays Karriere ist unvollständig dokumentiert. Er besuchte das renommierte Galatasaray-Gymnasium und spielte hier in der Jugendabteilung des Traditionsvereins Galatasaray Istanbul – jenes Vereins, der von Schülern des Galatasaray-Gymnasiums gegründet wurde. Sein fußballerisches Talent sprach sich in der Galatasaray-Gemeinde schnell herum, sodass er 1922 als Siebzehnjähriger in den Kader der Fußballmannschaft Galatasaray Istanbul aufgenommen wurde. Zum Zeitpunkt seines Eintritts in den Profikader war Istanbul aufgrund der Niederlage des Osmanischen Reiches nach dem Ersten Weltkrieg besetzt (siehe Besetzung Istanbuls). Nachdem die türkischen Mannschaften einen Großteil dieser Besetzung keine Liga mehr austrugen, wurde mit der Saison 1920/21 der Spielbetrieb der İstanbul Cuma Ligi (dt. Istanbuler Freitagsliga) wieder aufgenommen, der damals renommiertesten Liga des Landes. Gençay kam in der Spielzeit 1922/23 dieser Liga in der Partie vom 16. April 1926 gegen Vefa Istanbul zum Einsatz und gab damit sein Profidebüt.
Mit dem Ende der Besatzung Istanbuls und der Staatsgründung der modernen Türkei wurde auch der Fußball in Istanbul reformiert. Nachdem zuvor in einigen Spielzeiten mehrere Istanbuler Ligen wie Freitagsliga und Sonntagsliga parallel existierten und miteinander konkurrierten, wurde im Sommer die İstanbul Futbol Ligi (dt. Istanbuler Fußballliga) eingeführt. Diese Liga ersetzte bzw. vereinigte alle vorherigen Istanbuler Ligen und sorgte dafür, dass alle bekannten Istanbuler Vereine in der gleichen Liga spielten. Da damals in der Türkei keine landesübergreifende Profiliga existierte, existierten stattdessen in den Ballungszentren wie Istanbul, Ankara und Izmir regionale Ligen, von denen die İstanbul Ligi (auch İstanbul Futbol Ligi genannt) als die Renommierteste galt. Peykoğlu nahm mit seiner Mannschaft fortan an dieser Liga teil. Für seinen Verein spielte er bis zum Sommer 1925. Während dieser Zeit konnte er mit seinem Klub ein Mal die Meisterschaft dieser Liga holen. Seine Karriere nach 1925 ist unbekannt.

### Nationalmannschaft
Gençay begann seine Nationalmannschaftskarriere 1924 mit einem Einsatz für die türkische Nationalmannschaft im Testspiel gegen die Tschechoslowakische Nationalmannschaft. Bis zum Mai 1925 absolvierte er acht weitere Partien.
Mit der Türkischen Auswahl nahm Gençay an den Olympischen Sommerspielen 1924 teil.

## Erfolge
Mit Galatasaray Istanbul
- Meister der İstanbul Futbol Ligi: 1924/25

Mit der Türkischen Nationalmannschaft
- Teilnahme an den Olympischen Sommerspielen: 1924